# هوگو مگنتی
هوگو مگنتی (انگلیسی: Hugo Magnetti؛ زادهٔ ۳۰ مهٔ ۱۹۹۸) بازیکن فوتبال اهل فرانسه است.
از باشگاه‌هایی که در آن بازی کرده‌است می‌توان به باشگاه فوتبال باستیا اشاره کرد.